# 943
Раннє Середньовіччя  •  Епоха вікінгів  •  Золота доба ісламу  •  Реконкіста

## Геополітична ситуація
У Візантії правили Роман I Лакапін та, формально, Костянтин VII Багрянородний. Італійським королем був Гуго Арльський,
Західним Франкським королівством править Людовик IV Заморський, Східним Франкським королівством — Оттон I.
Північ Італії належить Італійському королівству, середню частину займає Папська область, герцогства на південь від Римської області незалежні, деякі області на півночі та на півдні належать Візантії, інші окупували сарацини. Південь Піренейського півострова займає Кордовський халіфат, у якому править Абд Ар-Рахман III. Північну частину півострова займають королівство Астурія і королівство Галісія та королівство Леон під правлінням Раміро II.
Королівство Англія очолює Едмунд I.
Існують слов'янські держави: Перше Болгарське царство, де править цар Петро I, Богемія, Моравія, Хорватія, королем якої є Крешимир I, Київська Русь, де править Ігор. Паннонію окупували мадяри, у яких ще не було єдиного правителя.
Аббасидський халіфат очолює аль-Муттакі, в Іфрикії владу утримують Фатіміди, в Середній Азії — Саманіди. У Китаї триває період п'яти династій і десяти держав. Значними державами Індії є Пала, держава Раштракутів, Пратіхара, Чола. В Японії триває період Хей'ан. На північ від Каспійського та Азовського морів існує Хозарський каганат.

## Події

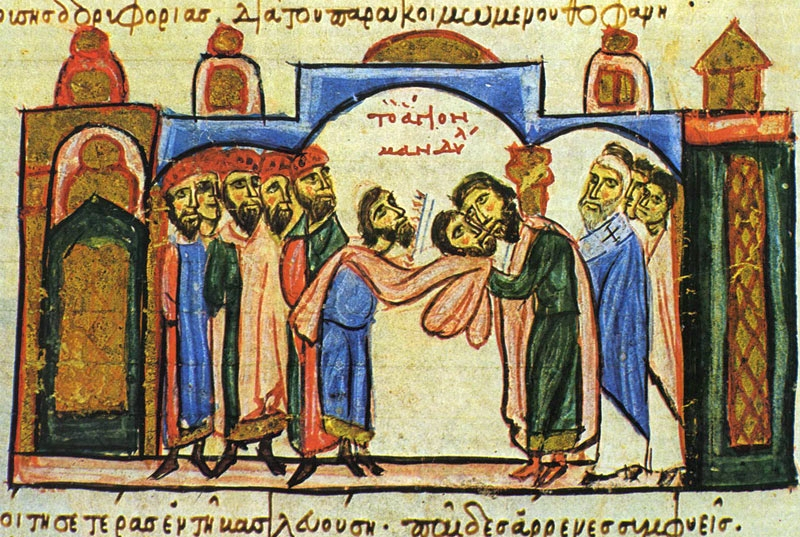
Едессці передають Мандиліон візантійцям

- Київський князь Ігор здійснив похід на береги Каспію.
- Продовжуючи кампанію проти арабів у Месопотамії, візантійський полководець Іван Куркуас повернув у Константинополь образ Спаса Нерукотворного Мандиліон.
- У Візантії усім євреям велено навернутися до християнства. Як наслідок відбулася масова втеча євреїв до Хазарського каганату й у Київську Русь.
- Мадяри здійснили похід проти Візантії.
- У Багдаді збунтували тюркські війська. Вони скинули еміра емірів і посадили на його місце свого представника. Халіф утік з міста.
- На території сучасного Алжиру проти Фатімідів збунтували бербери-хариджити.

## Народились
- король Англії з Вессекської династії Едгар Мирний.